# Simulium digitatum
Simulium digitatum es una especie de insecto del género Simulium, familia Simuliidae, orden Diptera.
Fue descrita científicamente por Puri, en 1932.